# Cristiano Mirarchi
Cristiano Mirarchi (Roma, 11 luglio 1991) è un pallanuotista italiano, attaccante dell'Olympic Roma.

## Biografia
Mirarchi è figlio d'arte: il padre Maurizio è allenatore di pallanuoto maschile e femminile, nonché ex-giocatore. Anche la sorella Veronica è pallanuotista.
Inizia la carriera nelle giovanili delle Fiamme Oro e della Lazio Nuoto. Con la Roma Pallanuoto esordisce anche in Serie A1, e viene convocato nella nazionale maggiore già nel 2009. Nel 2010 si trasferisce negli Stati Uniti per ragioni di studio, senza però abbandonare la pallanuoto. Trascorre quattro anni nella squadra dell'Università della California, dove conquista un campionato NCAA.
Nel 2014 fa ritorno in Italia, acquistato dalla neopromossa in A1 Roma Vis Nova. L'approdo alla squadra allenata da Cristiano Ciocchetti avviene però solo nel mese di dicembre, esordendo con la calottina giallorossa solo alla decima giornata di campionato, alla fine del girone di andata. La stagione si rivela difficoltosa, e infatti la squadra retrocede, salvo poi essere ripescata a seguito della riforma dei campionati operata a fine stagione, con l'ampliamento del numero di squadre a partire dalla stagione 2015-16.
Nonostante la cattiva stagione della squadra, le buone prestazioni individuali gli valgono la chiamata dell'ambiziosa Sport Management, terza nel campionato precedente, con cui esordisce anche in Champions League e con la quale arriverà in finale di Coppa LEN.

## Palmares
- World League

Ruza 2017: 
- Universiadi

Gwangju 2015: 